# Mimonecteola beebei
Mimonecteola beebei is een vlokreeftensoort uit de familie van de Mimonecteolidae. De wetenschappelijke naam van de soort is voor het eerst geldig gepubliceerd in 1945 door Clarence Raymond Shoemaker.